# 本間俊司
本間 俊司（ほんま しゅんじ、1964年 - ）は、日本の工学の研究者である。埼玉大学工学部教授。
専門分野は分離プロセス工学、数値移動現象。多流体移動における移動現象、数値流体力学、核燃料サイクルにおける分離工学を研究。

## 略歴
- 1987年　埼玉大学工学部卒業
- 1989年　埼玉大学大学院工学研究科修士課程修了
- 1989年　埼玉大学工学部助手
- 1995年　博士（工学）（埼玉大学1995年）
- 1999年　埼玉大学地域共同研究センター助教授
- 2001年　埼玉大学工学部助教授
- 2007年　埼玉大学工学部准教授
- 2024年　埼玉大学工学部教授

## 著書
- 『混相流の数値シミュレーション』、太田光浩・酒井幹夫・島田直樹・本間俊司・松隈洋介（共著）、丸善出版、2015年

## 論文
- 「固体表面における膜上凝縮および凝縮液の流動シミュレーション」、理論応用力学講演会 講演論文集 62(0), 48, 2013
- 「円盤状液膜の収縮シミュレーション」、ケミカルエンジニヤリング 55(11), 825-829, 2010
- 「外部流体の流れを利用した液滴生成のシミュレーション」、ケミカルエンジニヤリング 54(9), 706-709, 2009
- 「外部流体の流れを利用したマイクロ液滴生成の操作条件」、化学工学会　研究発表講演要旨集 2009f(0), 163, 2009
- 「円管内を自由落下する単一液滴の運動の数値解析」、化学工学会　研究発表講演要旨集 2008(0), 18, 2008
- 「中間生成物層を形成する気固反応のモデル -粒子の膨張・収縮を考慮した未反応核モデル」、化学工学会　研究発表講演要旨集 2007(0), 745, 2007
- 「非ニュートン流体系におけるジェットの生成シミュレーション」、理論応用力学講演会 講演論文集 56(0), 254, 2007
- 「熱物質流体工学」、化学工学 , CHEMICAL ENGINEERING OF JAPAN 70(10), 518-519, 2006
- 「フレーム炉における二酸化ウランおよび二酸化プルトニウムのフッ化反応解析」、日本原子力学会和文論文誌 , Transactions of the Atomic Energy Society of Japan 5(2), 103-108, 2006
- 「ジェットのピンチオフとサテライト液滴の生成に関する数値解析」、化学工学会　研究発表講演要旨集 2006f(0), 212, 2006
- 「絡み合い直鎖状高分子の構成方程式」、化学工学会　研究発表講演要旨集 2006f(0), 187, 2006
- "Motion and Breakup of a Finite Liquid Column Placed in Another Quiescent Fluid" , 混相流研究の進展 1, 79-86, 2006
- "Fluorination of Uranium and Plutonium Dioxides in Flame Tower Reactors" , 日本原子力学会和文論文誌 5(2), 103-108, 2006
- 「静止流体中における液柱の収縮および分裂」、日本流体力学会年会講演論文集 2005, 322, 2005
- 「境界要素法による単一液滴の物質移動解析」、埼玉大学紀要. 工学部 第1編 第1部 論文集 38, 35-39, 2005
- 「静止流体中においた有限長さの液柱の運動および分裂」、混相流研究の進展 (1), 79-86, 2005
- 「球減少モデルおよび未反応核モデルを組合せた気固反応モデル」、化学工学会　研究発表講演要旨集 2005(0), 563, 2005
- 「二酸化ウランのフッ化反応速度解析」、化学工学会　研究発表講演要旨集、2005(0), 562, 2005
- 「移動する界面のシミュレーション技術」、ペトロテック、27/2、119-124、2004年
- 「静止流体中における伸張液滴の運動」京都大学数理解析研究所講究録1368『非線形波動現象の数理とその応用』、33-40、2004年
- 「多流体中のジェットの分裂および液滴の生成」京都大学数理解析研究所講究録1311『非線形波動の数理とその応用』、98-110、2003年
- "Numerical Simulation of an Initially Streched Ligament" , 4th International Conference on Transport Phenomena in Multiphase Systems,301-306, 2005
- "Gas-Solid Reaction Model for a Shrinking Spherical Particle with Unreacted Shrinking Core" , Chemical Engineering Science,60/4975-4984, 2005
- "Fluorigination of Uranium Dioxide with Fluorine" , Journal of Nuclear Science and Technology,41/2,135-141, 2004
- "Numerical study of ejected droplet formation in two-liquid system" , Journal of Ship and Ocean Technology , 7/4,32-40, 2003
- "Formation of a jet and its breakup into drops in liquid-liquid systems" , Theoretical Applied Mechanics Japan , 51/,241-250, 2002
- "Neptunium concentration profiles in the purex process" , Journal of Alloys and Compounds , 271/,689-692, 1998
- "Numerical simulation of neptunium extraction behavior in co-decontamination stage for late split purex system" , Journal of Nuclear Science and Technology , 34/8,817-822, 1997